# Chicago-New York Electric Air Line Railroad
A Chicago-New York Electric Air Line Railroad egy tervezett normál nyomtávolságú, kb. 1194 km hosszúságú, villamosított nagysebességű vasútvonal lett volna az Amerikai Egyesült Államokban Chicago és New York között.
A tervek szerint a vasútvonal légvonalban kötötte volna össze a New Yorkot Chicagóval, innen kapta a nevét is, hogy Air Line. Ehhez hatalmas földmunkákra lett volna szükség, hogy a vasút hegyen-völgyön át, mindig egyenesen, minimális lejtőkkel és emelkedőkkel tegye meg a hosszú távot. A lejtők/emelkedők maximális értéke 10 ezrelék lett volna. A vonalon, akár csak napjaink nagysebességű fővonalain, nem létesült volna szintbeli közúti vagy vasúti átjáró, mindent hidakkal és alagutakkal terveztek megoldani.
Kezdetben egy négyvágányos fővonalat képzeltek el, ezt később két vágányra csökkentették. A vasútvonalon a két város között sehol meg nem álló expresszek robogtak volna óránként villamos vontatással. Akkoriban, hogy közforgalmú vasút villamos energiával haladjon, rendkívül újszerű elképzelés volt. Az áramellátást nem felsővezetékkel, hanem a sínek mellett futó áramvezető sínnel oldották volna meg.